# Armando Calcaterra
Armando Calcaterra (15 de mayo de 1912, El Chileno, Departamento de Colonia - 1990) fue un paleontólogo uruguayo.
Calcaterra nace en El Chileno, donde hizo sus estudios primarios. En la ciudad de Colonia, trabajó desde muy joven como radiotécnico, pero también iniciaría el descubrimiento de su vocación investigadora, esforzándose por su autoformación. Compartieron con el Dr. Bautista Rebuffo sus experiencias como coleccionistas a partir de la década del 50, quien fue su inspirador en la tarea de atesorar los hallazgos. Se transformó en paleontólogo autodidacta y, junto a su familia, fundó en 1971 el Museo Paleontológico que hoy lleva su nombre. Se casó con Martina Sagrado en 1940 y falleció en 1990.
Una calle de la zona del Real de San Carlos lleva su nombre.